# Fresco de salvia
El fresco de salvia (lepechinia salviae) es una bebida tradicional de la región andina de Bolivia.

## Preparación
Antiguamente la preparación se limitaba a hervir la salvia en agua con panela, también conocido como chancaca, a gusto o hervir agua para luego dejar reposar la salvia durante un mínimo de cinco minutos. Aunque, en estas épocas modernas la preparación incluye añadir ingredientes endulzantes como la miel o el azúcar y por supuesto especias como la canela y el clavo de olor.

## En la cultura originaria
En los campos, donde los campesinos labran la tierra, las personas ofrecían un vaso de fresco de salvia considerando que tal bebida es un tónico y vigorizante que apalia la falta de energía o un estado de debilidad, provocando una mayor eficiencia de los trabajadores, además de considerarse un acto para crear y mantener buenas relaciones sociales.
Los curanderos antiguos o kallawayas originarios de las zonas andinas afirman que el fresco de salvia y sus variantes son un tónico y una bebida apta para remediar los padecimientos provocados por el resfrió, aftas y el mal de corazón, aunque también aseguran su uso único en mujeres; al igual que las usuyiris afirman sus buenos resultados para menguar las alteraciones exageradas provocadas por la menstruación. 